# 30286 Klesman
30286 Klesman è un asteroide della fascia principale. Scoperto nel 2000, presenta un'orbita caratterizzata da un semiasse maggiore pari a 2,940044 UA e da un'eccentricità di 0,094340, inclinata di 3,207023° rispetto all'eclittica.